# جون س. بول
جون س. بول (بالإنجليزية: John C. Poole)‏ هو فنان أمريكي، ولد في 1887، وتوفي في 29 يوليو 1926.